# Sigma Octantis
Polaris Australis eller Sigma Octantis, σ-Octantis, som är stjärnans Bayer-beteckning, är den södra polstjärnan. Sigma Octantis ligger i stjärnbilden Oktanten (Octans) ca 0,7 grader från sydpolen. Stjärnan är av magnitud 5,47 och därmed svår att se för blotta ögat. Den norra polstjärnan är 25 gånger ljusstarkare. Sigma Octantis är på grund av sin klena ljusstyrka inget att navigera efter. Istället används Södra korset för att ta ut riktningen mot den södra himmelspolen. Baserat på parallaxmätningar inom Hipparcos-uppdraget på ca 11,6 beräknas den befinna sig på ett avstånd av ca 280 ljusårs (ca 86 parsek) avstånd från solen.

## Nomenklatur
Som det södra halvklotets polstjärna har den namnet Polaris Australis, som först användes på 1700-talet. Internationella Astronomiska Unionen anordnade 2016 en arbetsgrupp för stjärnnamn (WGSN) med uppgift att katalogisera och standardisera riktiga namn för stjärnor. WGSN fastställde namnet Polaris Australis för Sigma Octantis i september 2017 och det ingår nu i listan över IAU-godkända stjärnnamn. Den är den sydligaste namngivna stjärnan.
Sigma Octantis är den svagaste stjärnan som representeras på en nationell flagga. Den visas på Brasiliens flagga, där den symboliserar det brasilianska federala distriktet.

## Egenskaper
Sigma Octantis är en gulvit jättestjärna av spektralklass F0 III. Den har en massa som är ca 1,6 gånger solens massa, en radie som är ca 4 gånger större än solens och utsänder ca 38 gånger mera energi än solen från dess fotosfär vid en effektiv temperatur på ca 7 400 K.
Sigma Octantis är en Delta Scuti-variabel som varierar i magnitud med ca 0,03 enheter med en period av 2,33 timmar.